# Dębnicka Dolina

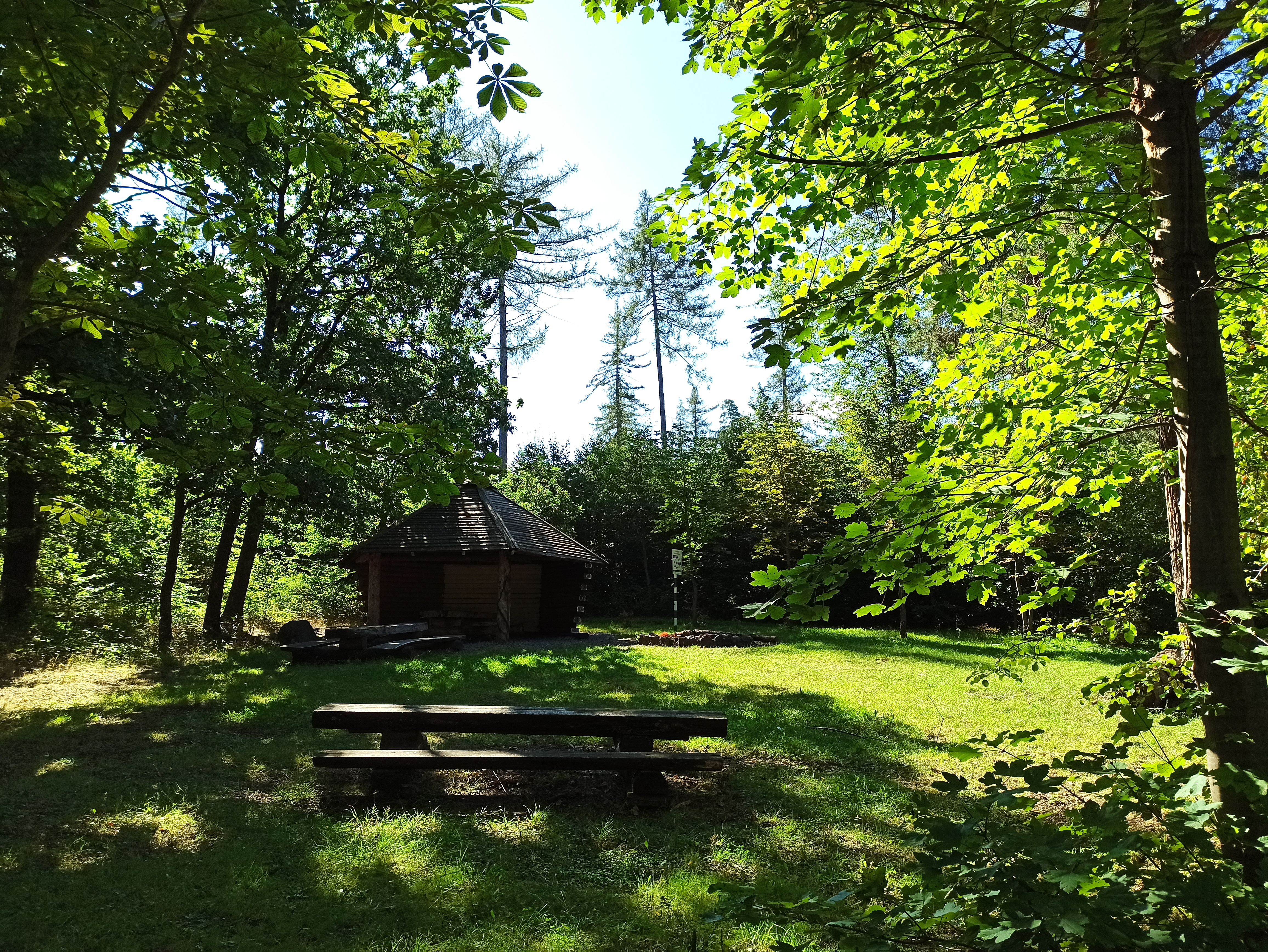
Parking leśny w Dębnickiej Dolinie

Dębnicka Dolina – dolina w Górach Opawskich, w środkowej części Lasu Prudnickiego, na wschód od wsi Dębowiec, na terenie administracyjnym miasta Prudnik. Położona między wzniesieniami Kobylica, Święta Góra, Zbylut, Wróblik i Długota. Przepływa przez nią potok Trzebinka (Dębnicki Potok), dopływ Prudnika.
Dolina mieści się w granicach Parku Krajobrazowego Góry Opawskie. Jest to ostoja zwierzyny od pozostałej części lasu. Przebywają tu sarny i dziki. Znajduje się tu daglezja, ustanowiona pomnikiem przyrody.

## Historia
W Dębnickiej Dolinie znajduje się grodzisko, zaznaczane na niemieckich mapach pod nazwą „Schlossplatz”, czyli „miejsce zamku”, „plac zamkowy”. Jest to typowe średniowieczne, dobrze zachowane grodzisko stożkowe. Na kwadratowej wyniosłości prawdopodobnie znajdowała się drewniana wieża, a na otaczających ją z trzech stron wałach palisada. Od czwartej strony gród chronił strumień.
W latach 30. XX wieku w dolinie znajdowało się miejsce odpoczynku z ławkami, nazywane Reimannsruh. Prowadził tędy szlak z sanktuarium św. Józefa do Dębowca. Pozostałością po nim jest kamienna tablica. Wyraźna ścieżka prowadząca z dna Dębnickiej Doliny przez stok Świętej Góry wyznaczała fragment granicy między lasem, który był własnością Prudnika, a Lasem Trzebińskim. Obecnie biegnie tędy granica między miastem i gminą Prudnik a wsią Trzebina w gminie Lubrza. Na przedłużeniu granicznej ścieżki znajduje się podłużny i spłaszczony kamień, który według Andrzeja Derenia mógł pełnić funkcję kamiennej kładki na pobliskim strumieniu, albo był jednym z kamieni granicznych Królewskiego Miasta Prudnik.
Przed 1837 w Dębnickiej Dolinie powstał staw, który służył jako rezerwuar wody na wypadek pożaru w Lesie Prudnickim. Na jego miejscu w 2018 Nadleśnictwo Prudnik utworzyło większy zbiornik wodny o powierzchni 0,4 ha. Miał on poprawić bilans wodny lasu, zmniejszyć zagrożenie pożarowe i zwiększyć odporność lasu na susze poprzez uwilgotnienie mikroklimatu.

## Turystyka

### Szlaki turystyczne
W rejonie Dębnickiej Doliny przebiegają szlaki turystyczne:
- Główny Szlak Sudecki im. Mieczysława Orłowicza (440 km): Prudnik – Świeradów-Zdrój
- Szlak Historyczny Lasów Królewskiego Miasta Prudnik (17,5 km): Park Miejski w Prudniku – stare dęby w Prudniku – Kapliczna Góra – Kobylica – Dębowiec – rozdroże pod Trzebiną – sanktuarium św. Józefa w Prudniku-Lesie – Prudnik–Lipy – Park Miejski w Prudniku

### Szlaki rowerowe
W rejonie Dębnickiej Doliny przebiegają szlaki rowerowe:
- Wokół Lasu Prudnickiego – Pętla II (13,5 km): Prudnik – sanktuarium św. Józefa w Prudniku–Lesie – rozdroże pod Trzebiną – Dębowiec – Prudnik